# Coulanges-la-Vineuse
Coulanges-la-Vineuse ist eine Gemeinde im französischen Département Yonne (Region Bourgogne-Franche-Comté). Die Gemeinde hat 787 Einwohner (Stand: 1. Januar 2022), gehört zum Arrondissement Auxerre und zum Kanton Vincelles (bis 2015: Kanton Coulanges-la-Vineuse). 

## Geographie
Coulanges-la-Vineuse liegt etwa elf Kilometer südlich von Auxerre. Umgeben wird Coulanges-la-Vineuse von den Nachbargemeinden Jussy im Norden und Westen, Escolives-Sainte-Camille im Nordosten, Vincelles im Osten, Val-de-Mercy im Süden sowie Migé im Südwesten.

## Bevölkerungsentwicklung
| Jahr                      | 1962 | 1968 | 1975 | 1982 | 1990 | 1999 | 2006 | 2013 |
| ------------------------- | ---- | ---- | ---- | ---- | ---- | ---- | ---- | ---- |
| Einwohner                 | 754  | 720  | 1125 | 817  | 878  | 916  | 930  | 876  |
| Quelle: Cassini und INSEE |      |      |      |      |      |      |      |      |

## Sehenswürdigkeiten
- Kirche Saint-Christophe aus dem 18. Jahrhundert
- Weinmuseum

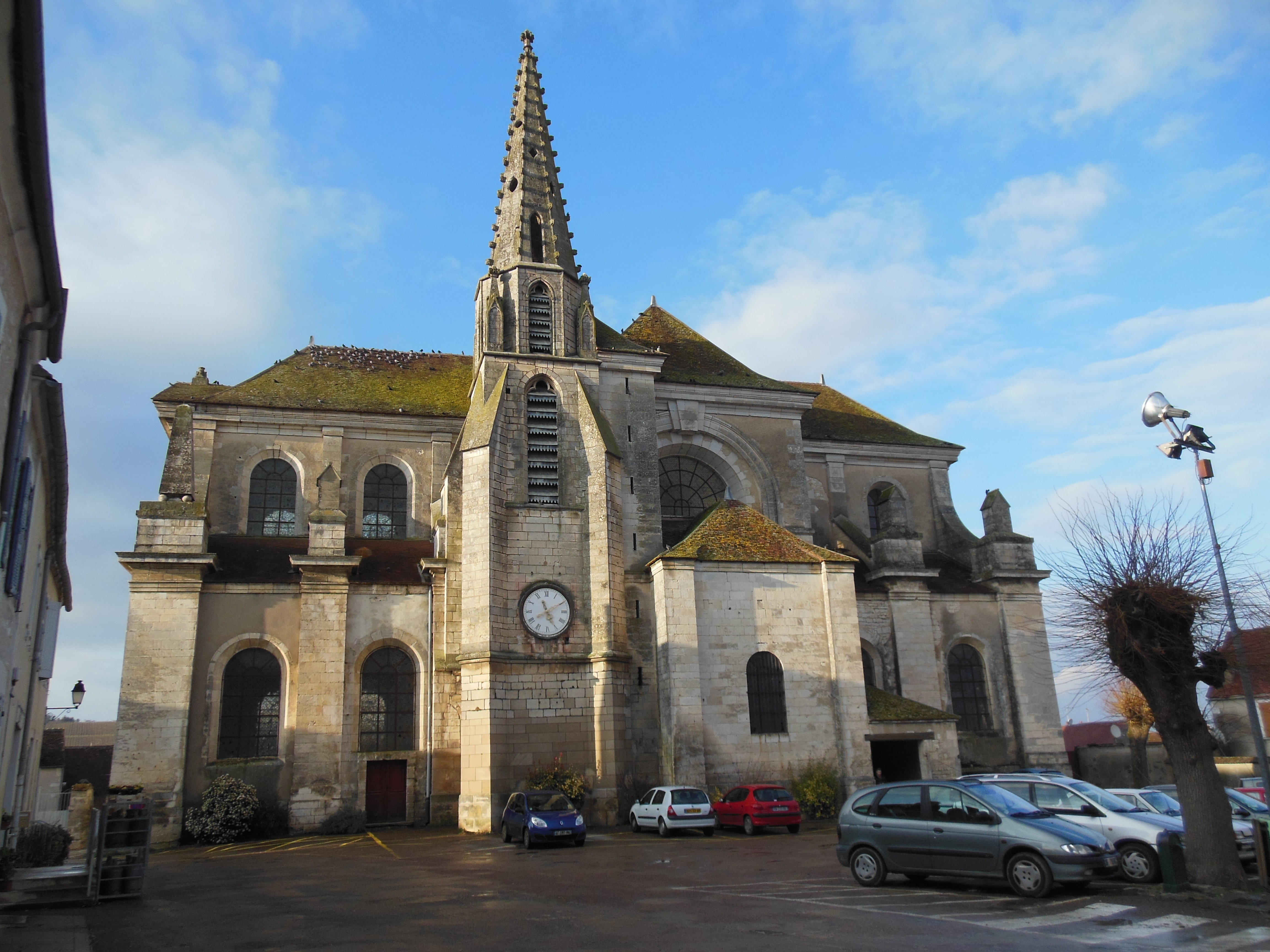
Kirche Saint-Christophe
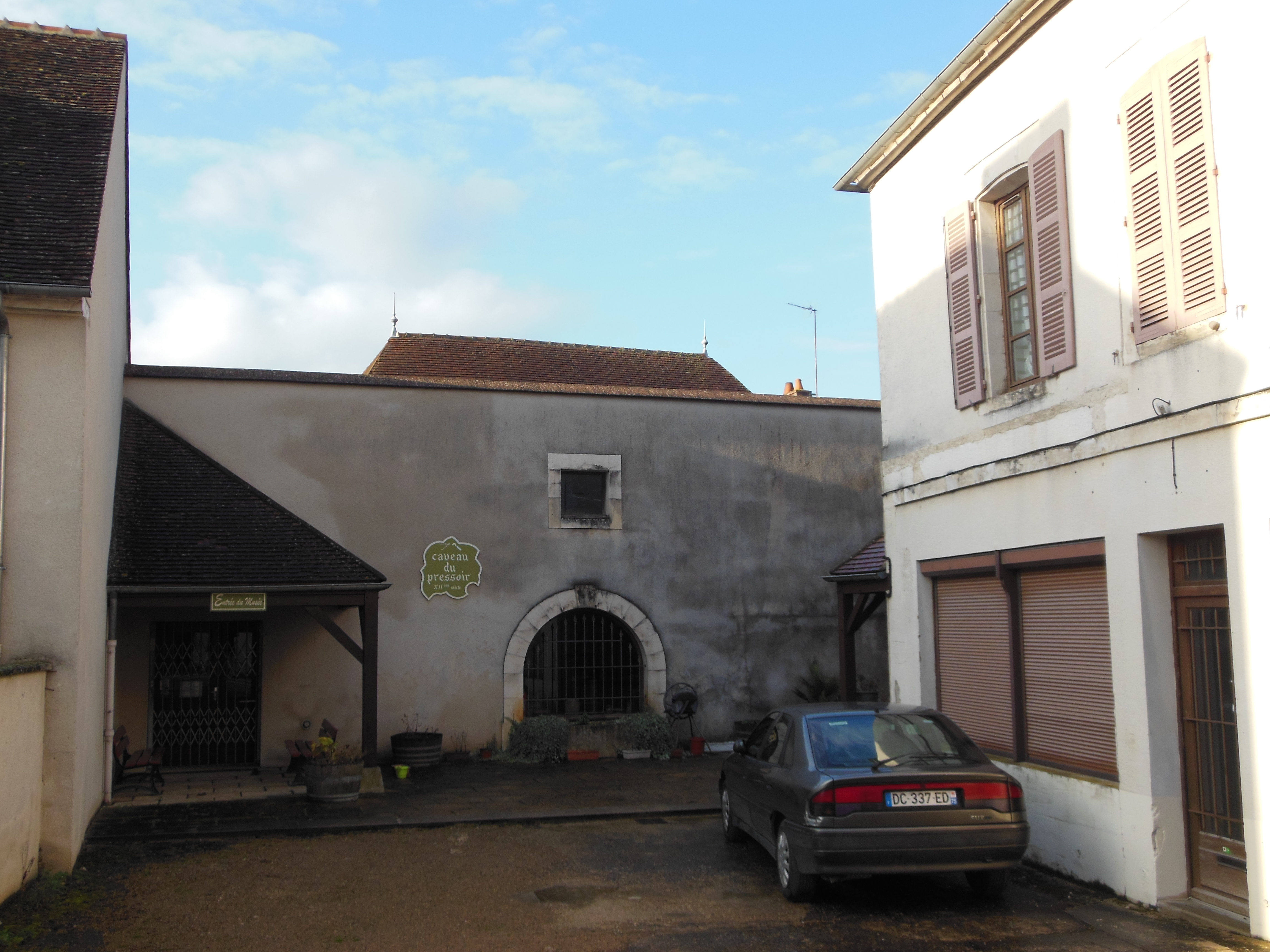
Weinmuseum

## Persönlichkeiten
- Claude Antoine Couplet (1642–1722), Ingenieur
- Lucien Lebaillif (1892–1977), Schwimmer

## Gemeindepartnerschaften
Mit dem belgischen Ort Zétrud-Lumay in der Gemeinde Jodoigne in der Region Wallonien und der Provinz Brabant besteht eine Partnerschaft.